# Маццукелли, Пьер Франческо
Пьер Франческо Маццукелли (Мацуккелли, Мадзукелли), известный также как Мораццоне (итал. Pier Francesco Mazzucchelli, il Morazzone); 29 июля 1573, Мораццоне, Ломбардия — 1626, Пьяченца, Эмилия-Романья) — итальянский художник периода Контрреформации. Живописец и рисовальщик, работавший в Милане в стиле барокко.
В основном известен своими запрестольными образами, но его выдающимися достижениями являются большие декоративные фрески капелл Сакро-Монте-ди-Варезе и Сакро-Монте-ди-Варалло (регион Пьемонт, северо-западная Италия).

## Жизнь и творчество
Художник родился в селении Мораццоне (Варезе), в Ломбардии, на севере Италии, 29 июля 1573 года, в семье каменщика, который вскоре после его рождения переехал в Рим. Там Маццукелли испытал влияние Вентуры Салимбени, а затем, обратившись к Джузеппе Чезари по прозванию кавалер д’Арпино, писал в Вечном городе алтарные картины и фрески: в базилике Сан-Джованни-ин-Латерано, соборе Сан-Пьетро (не сохранились), две фрески остались в церкви Сан-Сильвестро-ин-Капите («Встреча Марии и Елизаветы» и «Поклонение волхвов», 1596).
Индивидуальный стиль Маццукелли показывает влияние знаменитого ученика кавалера Д’Арпино — Караваджо. Изображения мученичества или религиозного подвижничества в картинах Маццукелли проникнуты эмоциональным напряжением и «болезненной экстатичностью, характерной для Ломбардии того времени».
Обучившись в Риме, в 1597 году художник переехал в Милан. В Ломбардии он писал фрески для Капеллы дель Розарио в Сан-Витторе-ин-Варезе (1599), работал в некоторых монастырях в Альпах. Эта деятельность началась с капеллы Восхождения на Голгофу (1602—1606) в Сакро-Монте-ди-Варалло, где он разработал ещё более драматический стиль под влиянием Гауденцио Феррари и в 1608—1609 годах завершил строительство капеллы Бичевания в Сакро-Монте в Варезе, а затем вернулся в Варалло для создания капеллы Ecce Homo (1610—1613). Последней в этой серии работ является капелла Порциункула (1616—1620) в Сакро-Монте-ди-Орта. Другие его фрески имеются в Капелле делла Буона Морте в базилике Сан-Гауденцио в Новаре (Пьемонт), а также запрестольный образ с Мадонны Розария в Чертоза-ди-Павия и изображения пророков на фресках нефа собора Пьяченцы, завершенных после его смерти болонским художником Гверчино.
В написании картин и фресок в Северной Италии Маццукелли часто сотрудничал с Джованни Баттиста Креспи (Il Cerano) и Джулио Чезаре Прокаччини. Среди его учеников и последователей были Франческо Каиро, Стефано и Джозеффо Данеди, Исидоро Бьянки, Джованни Паоло и Джованни Баттиста Рекки, Паоло Каччанига, Томмазо Форменти, Джамбатиста Поцци и Кристофоро Мартинолли делла Рокка.

## Галерея

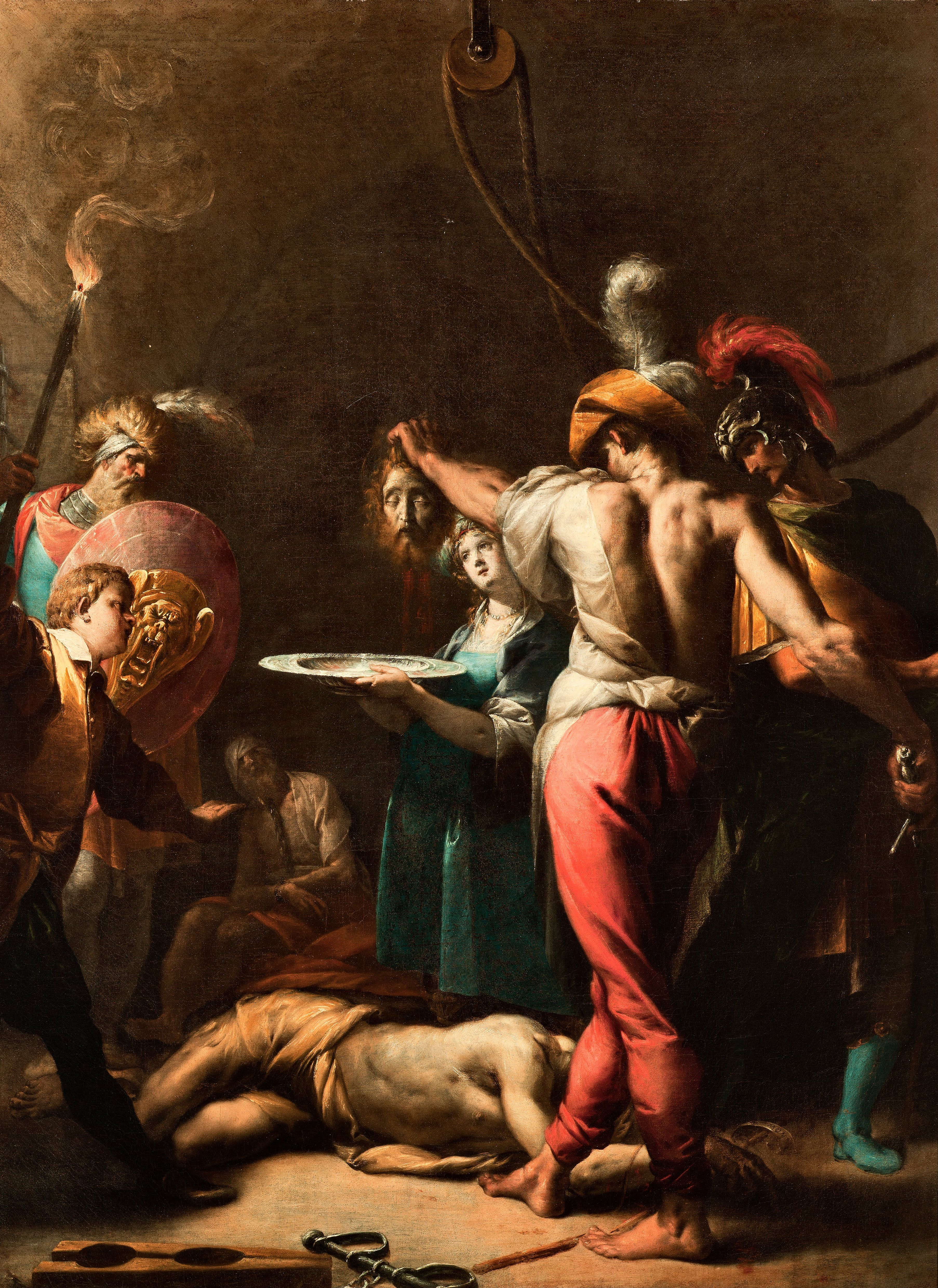
Обезглавливание Иоанна Крестителя. Ок. 1620 г. Холст, масло. Музей Страда-Нуова, Генуя
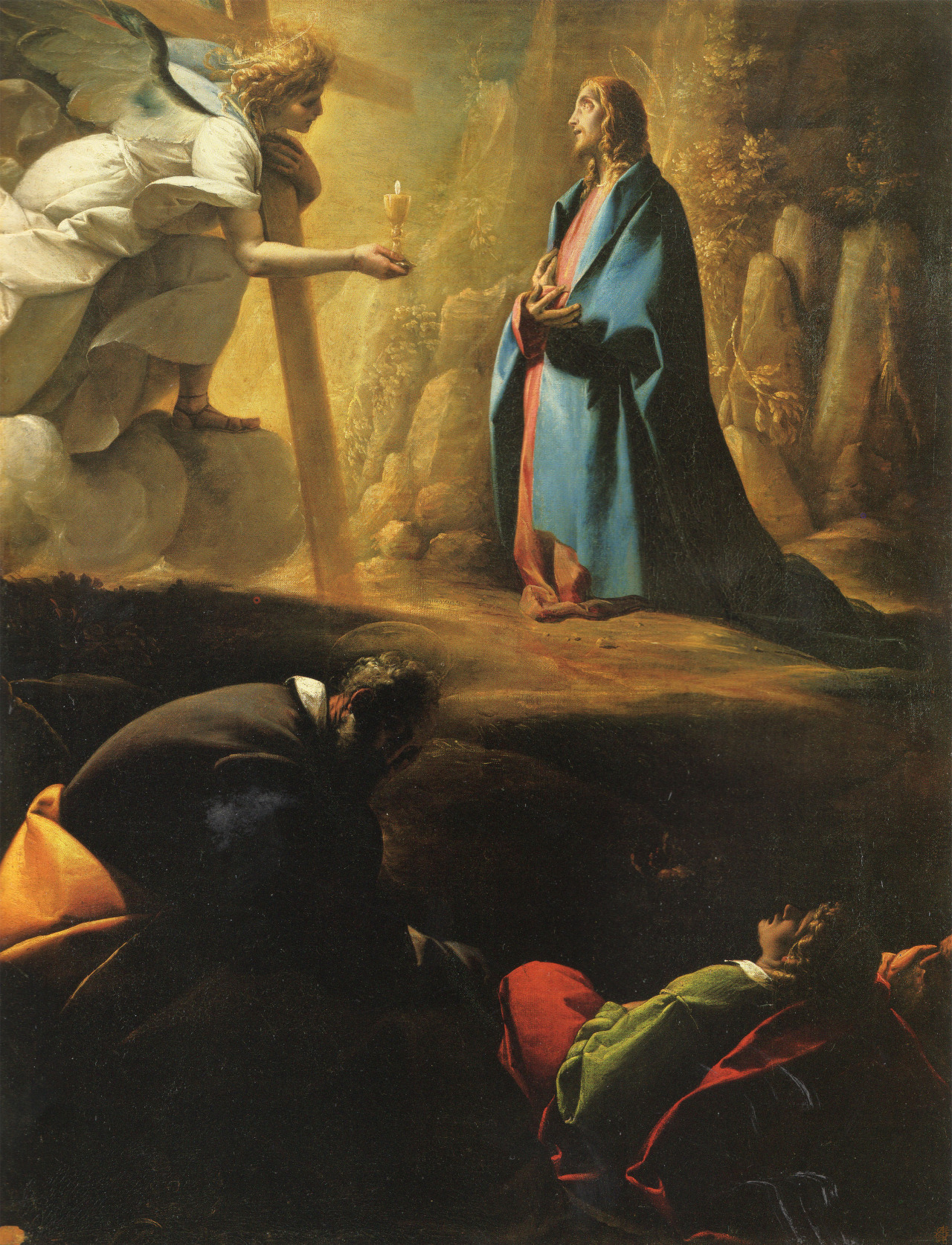
Моление в саду. Ок. 1612. Холст, масло. Частное собрание
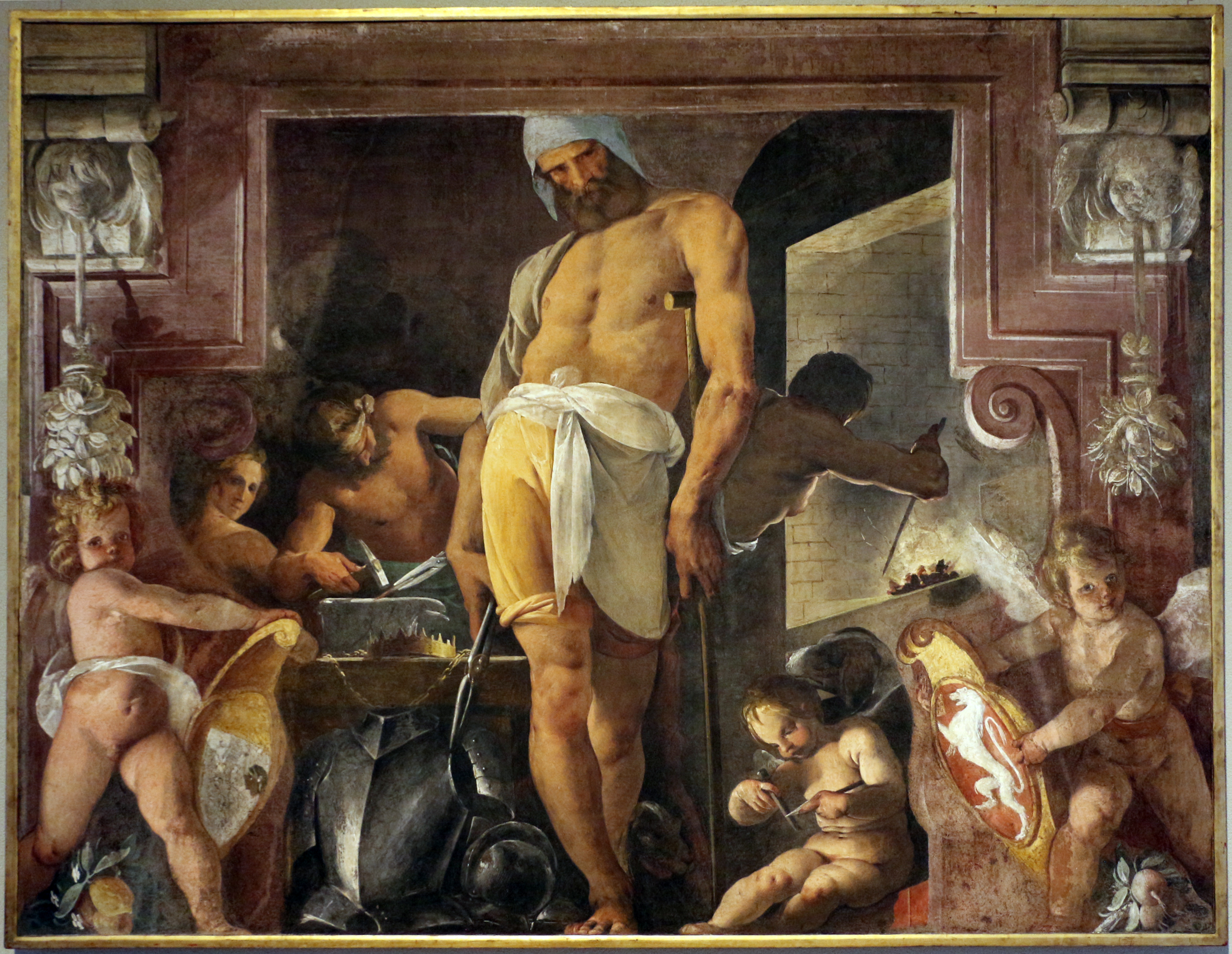
Кузница Вулкана. 1599. Фреска для Капеллы дель Розарио в Сан-Витторе-ин-Варезе. Кастелло Сфорцеско, Милан
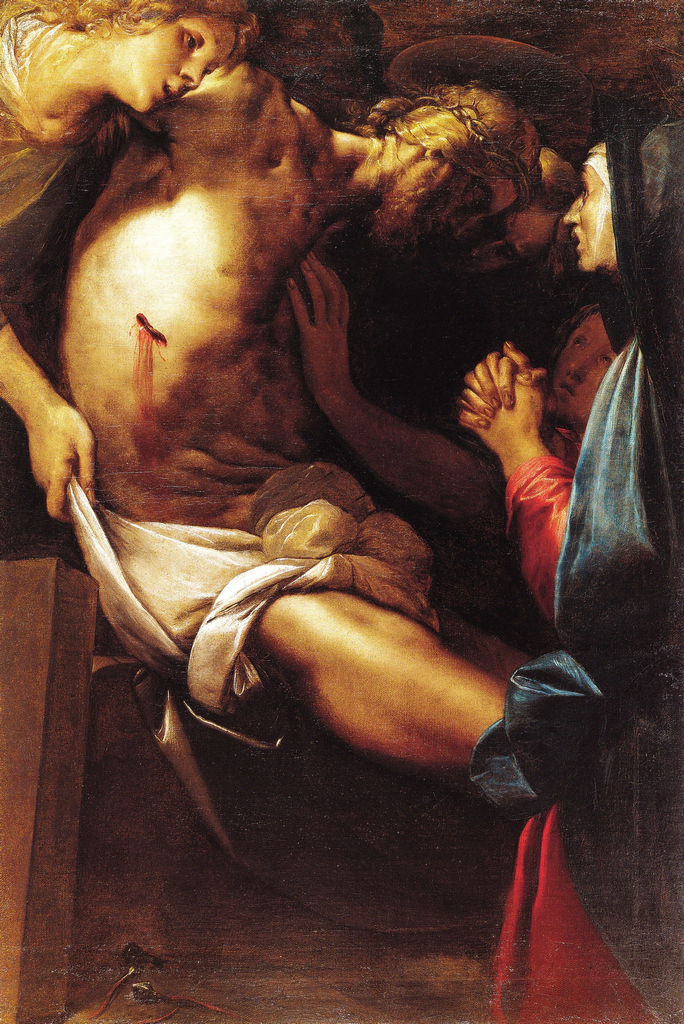
Положение во гроб. Между 1616 и 1620 гг. Холст, масло. Частное собрание, Милан
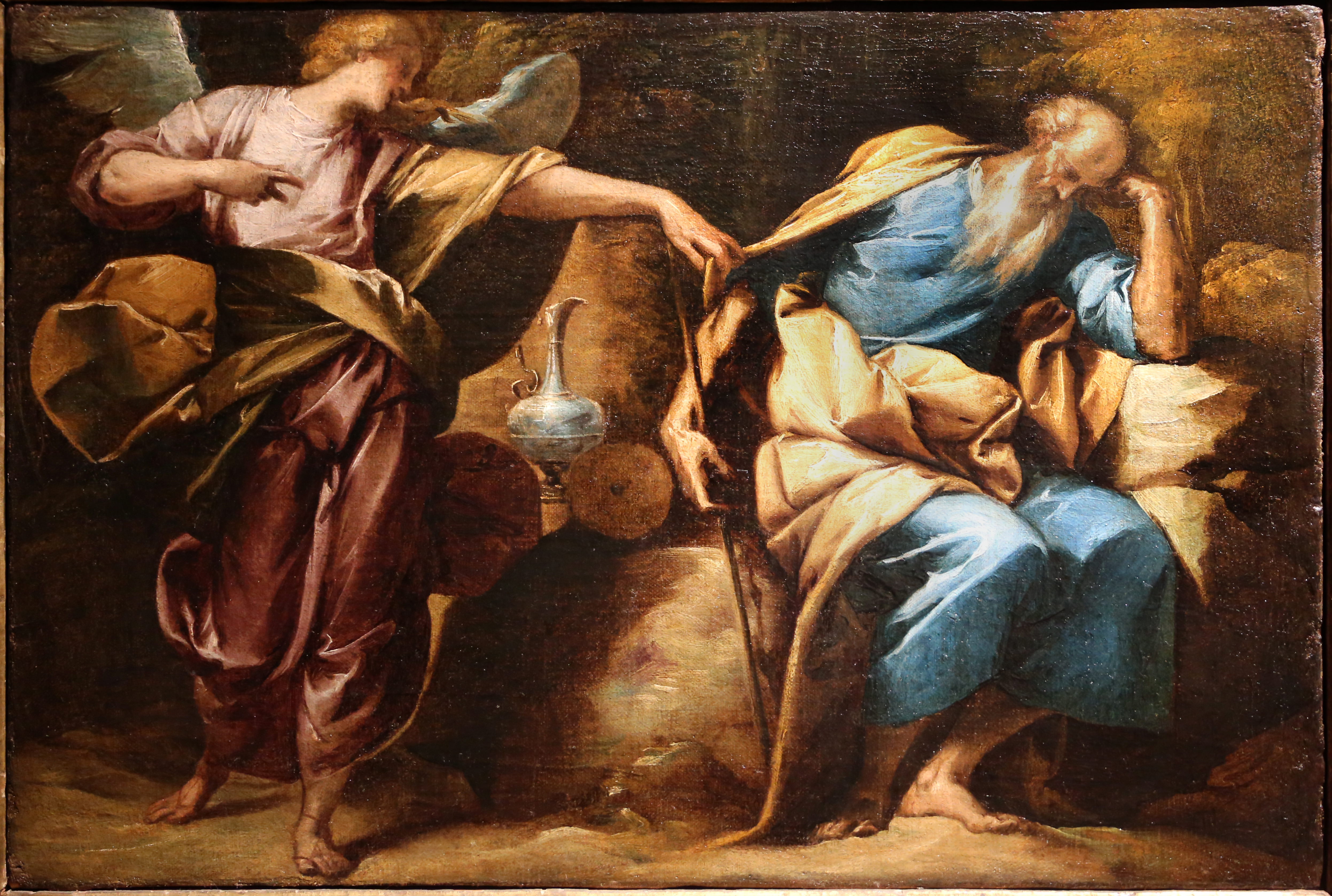
Сон пророка Илии. Епархиальный музей, Милан
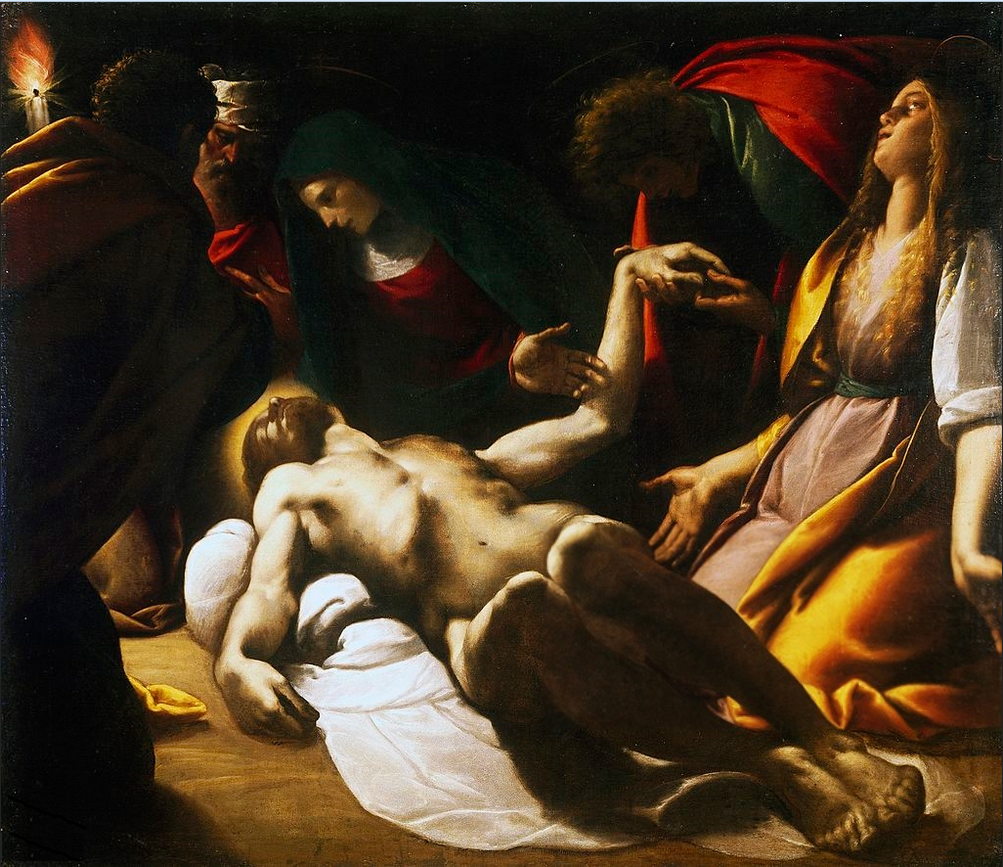
Оплакивание Христа. Между 1605 и 1618 гг. Холст, масло. Муниципальный музей, Варезе
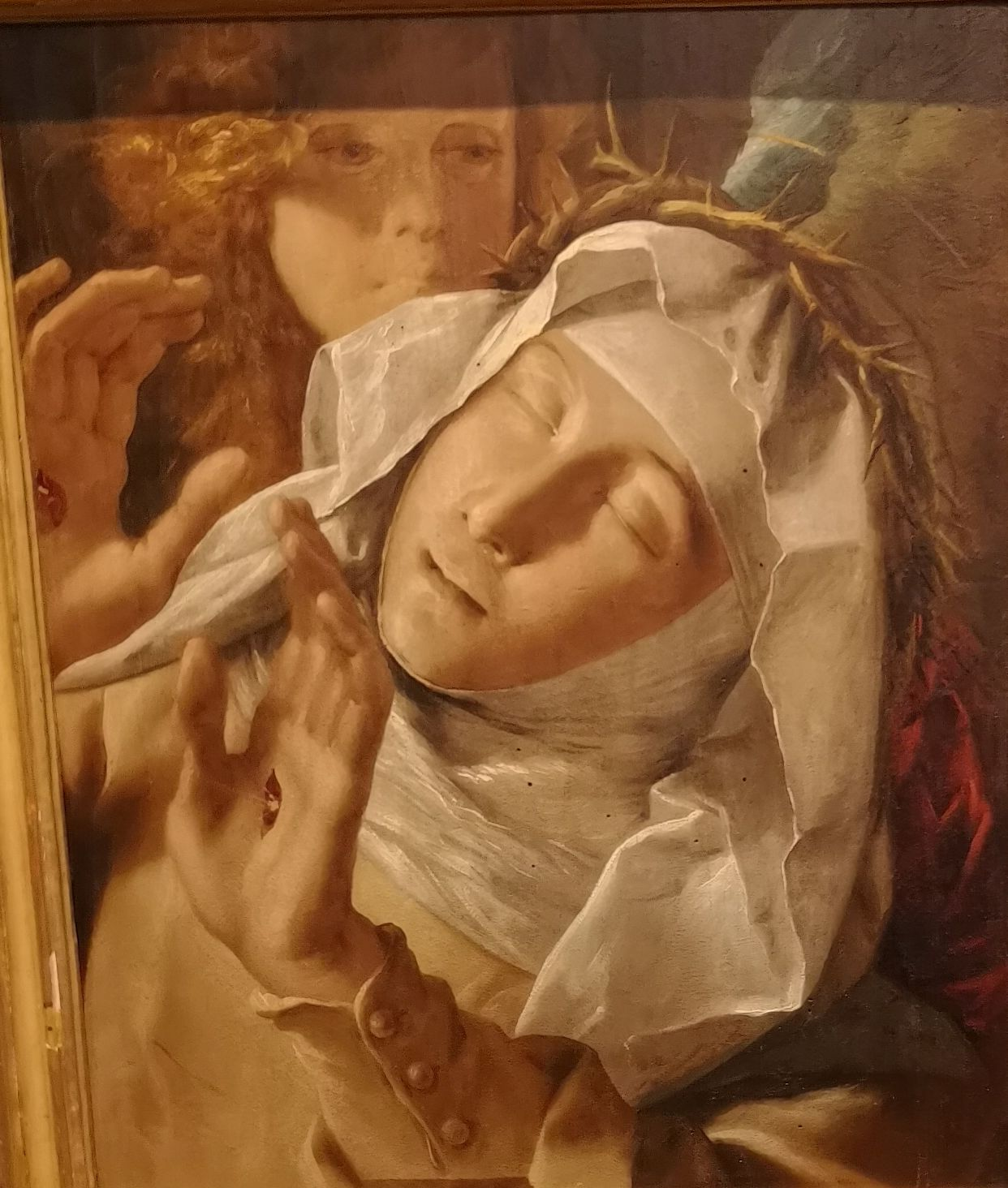
Экстаз святой Екатерины. Ок. 1610. Дерево, масло. Кастелло Урсино. Катания, Сицилия